# 7. Klavierkonzert (Mozart)
Das 7. Klavierkonzert in F-Dur, KV 242, ist ein Klavierkonzert für drei Klaviere von Wolfgang Amadeus Mozart. In einer abweichenden Zählung der reinen Klavierkonzerte Mozarts wird es nicht mitgezählt.

## Entstehung
Das 7. Klavierkonzert entstand 1776 in Salzburg. Mozart komponierte es für die aus der bekannten Salzburger Familie stammende Gräfin Antonia Lodron und ihre beiden Töchter Aloisia und Josepha. Deshalb wird das Konzert häufig als „Lodron-Konzert“ bezeichnet. Es ist eines der wenigen Klavierkonzerte Mozarts, die nicht für den eigenen Gebrauch komponiert wurden.

## Zur Musik

### 1. Satz: Allegro
Das eröffnende Allegro beginnt mit einem vergnügten, aufwärtsstrebenden Thema des Orchesters. Ein zweiter, liedhafter Gedanke schließt sich an. Die Soloklaviere spielen das Hauptthema anschließend gemeinsam, dann teilen sie sich in Melodieführung und Begleitung auf. Nun beteiligt sich auch das Orchester wieder. Die Durchführung beginnt mit der thematischen Verarbeitung des Hauptthemas durch die Solisten. Einige Modulationen führen zum Einsatz der Reprise, die größtenteils regelkonform abläuft. Die Solokadenz teilt die Klavierstimmen erneut in Begleitung und Stimmführung auf. In der Originalfassung hatte die einfachste dritte Stimme nur einige Akkorde beizusteuern. Ein kurzes Schlussritornell beendet den Satz.

### 2. Satz: Adagio
Der zweite Satz trägt die bei Mozart seltene und fast nur in den frühen Konzerten verwendete Tempobezeichnung Adagio. Wie im 8. Klavierkonzert steht der Mittelsatz im Sonatenhauptsatz.
Das Adagio beginnt mit einem lyrischen Rokoko-Thema der Streicher, ein zweiter Gedanke ähnlichen Charakters schließt sich an. Die Soloklaviere beschränken sich meist darauf, das Thema mit Figurationen zu umspielen. Ein kurzer Durchführungsteil verwendet Motive aus dem Hauptthema. Die Reprise bringt eine Vertauschung der Aufgaben von Orchester und Klavieren, dann spielen die Solisten das Hauptthema zu Einwürfen der Streicher. Auch das Adagio enthält eine kurze Solokadenz, an die sich ein kurzes Schlussritornell anschließt.

### 3. Satz: Rondeau, Tempo di menuetto
Das Schlussrondo ist im Menuetttempo geschrieben. Die Soloklaviere intonieren das tänzerische Refrainthema. Ein längerer Nachsatz enthält verschiedene neue Motive. Das erste Couplet bringt eine kurze Verdüsterung des musikalischen Geschehens und endet mit einem Eingang des ersten Klaviers zur Wiederholung des Refrains. Das zweite Couplet ist ebenfalls sehr solistisch gestaltet. Es führt zu einem scheinbaren Ende des Satzes, an das sich die erneute Wiederholung des Refrains anschließt, nun zur Pizzicatobegleitung der Streicher.

## Stellenwert
Das 7. Klavierkonzert stellt keine Weiterentwicklung der Gattung dar. Es kann kaum in die Entwicklung des Solokonzertes bei Mozart einbezogen werden, da es als reines Auftragswerk für die ungewöhnliche Anzahl von drei Klavieren komponiert wurde. Der Solopart wurde sehr einfach gehalten, da die Fähigkeiten der Widmungsträgerinnen limitiert waren. Da dies insbesondere auf den dritten Part der jüngsten Tochter Josepha zutraf, arbeitete Mozart das Konzert um 1779 für zwei Klaviere um, ohne dabei die innere Struktur verändern zu müssen. Erst in dieser Fassung erachtete Mozart das Konzert als vollgültiges Werk. Formal schließt das Konzert unmittelbar an die einfach gestalteten frühen Klavierkonzerte KV 238 und KV 246 an, welche ebenfalls 1776 entstanden. Dem ebenfalls nicht für den eigenen Gebrauch bestimmten 8. Klavierkonzert KV 246 gleicht es strukturell sehr, benötigt aber ob der drei Soloinstrumente eine größere Ausdehnung der Formelemente.
In einer Aufnahme mit Christoph Eschenbach und Justus Frantz aus dem Jahr 1981 spielte der damalige Bundeskanzler Helmut Schmidt die dritte Klavierstimme.